# District de Jhajjar
Le district de Jhajjar  (hindi : झज्जर जिला)  est un district  de l'état de l'Haryana  en Inde.

## Description
Au recensement de 2011, sa population compte 958 405 habitants pour une superficie de 1 834 km2.
Son chef-lieu est la ville de Jhajjar. 